# إنجولفات
الإنجولفات (الاسم العلمي:Ingolfiellidae) هي فصيلة من الحيوانات تتبع رتبة مزدوجات الأرجل من طائفة لينات الدرقة.

## التصنيف
- رتبة الإنجولفيات
  - رتيبة الإنجولفونيات
    - دون رتبة الإنجولفوناوات أو إنجولفيات الشكل
      - الرتبة الصغيرة الإنجولفوسات
        - فوق فصيلة الإنجولفينات
          - فصيلة الإنجولفات
            - جنس الإنجولفة